# История Голанских высот
История Голанских высот охватывает период от древнейших поселений до современности. В регионе существовали и сменялись различные цивилизации и политические режимы.

## Первые поселения
Археологические исследования показывают, что люди обитали на Голанских высотах уже в период верхнего палеолита. В южной части Голан обнаружены крупные неолитические стоянки, свидетельствующие о развитии земледелия и скотоводства. Поселения эпохи энеолита (V–IV тыс. до н. э.) состояли из 15–40 домов и не имели укреплений. Дома располагались вдоль улиц. Обнаружены многочисленные сосуды из глины, базальта и кремня, а также около 50 цилиндрических базальтовых фигурок с антропоморфными и зооморфными чертами, которые, вероятно, имели культовое значение.
В медном веке (около IV — III тыс. до н. э.) на Голанах существовали укреплённые поселения, защищавшиеся стенами и природными барьерами (обрывы, крутые склоны). На таких объектах в центральной и южной частях Голан найдены остатки прямоугольных домов, датируемых началом III тысячелетия до н. э., что свидетельствует о существовании устойчивых поселений с развитой организацией общественной жизни. Колесо духов, археологический памятник, расположенный на Голанах, было построено, предположительно, в начале III тысячелетия до н.э.
В конце III тысячелетия до н.э. на северных и центральных Голанах происходят демографические изменения. Вместо постоянных поселений появляются кочевые или полукочевые скотоводческие общины, что подтверждается многочисленными находками дольменов (мегалитических гробниц). Их конструкция и погребальные обряды указывают на северное происхождение и культурные связи с областями Северного Израиля и Сирии.
После снижения численности населения в начале II тысячелетия до н.э. в течение примерно полутора веков, на Голанах опять стали появляться новые поселения. В южной части региона их было в два раза больше, чем в центральной и северной, что связывают с богатством южных районов осадочными породами, пригодными для создания водонепроницаемых цистерн. Большинство поселений этого периода также были укреплёнными, а в стратегически важных местах возводились небольшие форты. Некоторые пещеры использовались для захоронений; там находили погребальные дары, характерные для эпохи среднего бронзового века.
В поздний бронзовый век (вторая половина II тысячелетия до н.э.) количество поселений на Голанах сократилось почти вдвое. Тем не менее, многие поселения, основанные в эпоху среднего бронзового века, продолжали существовать.
Древние находки, проливающие свет на историю Голанских высот, были представлены в Национальном музее Дамаска, музее «Древности Голан» в Кацрине и музее Израиля в Иерусалиме.

## Древность и античность
Район Голанских высот упоминается в Танахе как Васан, а в античных и ассирийских источниках — как Ауранит или Хаурану соответственно. В XIII веке до н.э. территория контролировалась амореями и ханаанеями (народами семитского происхождения). Затем регион попал под власть израильтян. Согласно Танаху, израильтяне под предводительством Моисея завоевали Васан в битве при Едреи с царём Огом, последним из рефаимов (Чис. 21:33-35, Втор. 3:1-11), и регион был отдан Моисеем в надел Колена Манассии (Втор. 3:12). Южная часть Голан называлась Гессур. Во Второзаконии (4:43) и Книге Иисуса Навина (20:8) упоминается город Голан в Васане, который стал одним из трёх городов-убежищ к востоку от Иордана.
Во времена объединённого Израильского царства Голанские высоты служили культовым и административным центром. После захвата, согласно Танаху, 60 городов в Васане гессурянами и арамеями в 886 году до н.э. (1 Пар. 2:23), Голан стал столицей царства Гессур.
Территория Голанских высот стала ареной борьбы между Израильским царством и арамейским царством со столицей в Дамаске. Царь Израиля Ахав (царствовал ок. 874–852 годов до н.э.) одержал победу над Бен-Хададом I, царём Дамаска, неподалёку от современного кибуца Афек на южных Голанах (3Цар. 20:1-34). Позже, согласно Танаху, пророк Елисей предсказал, что царь Израиля Иоас (царствовал ок. 801–785 годов до н.э.) одержит победу над Бен-Хададом III, также близ Афека (4Цар. 13:17).
В конце VI и в V веке до н.э. на Голанах обосновались еврейские изгнанники, вернувшиеся из Вавилонского плена. В середине II века до н.э. Иуда Маккавей и его братья пришли на помощь местным еврейским общинам, которые подверглись нападению со стороны нееврейских соседей (1Мак. 5:1-68). Позднее внучатый племянник Иуды Маккавея, царь Александр Яннай (царствовал в 103–76 годах до н.э.), включил Голанские высоты в состав своего царства.

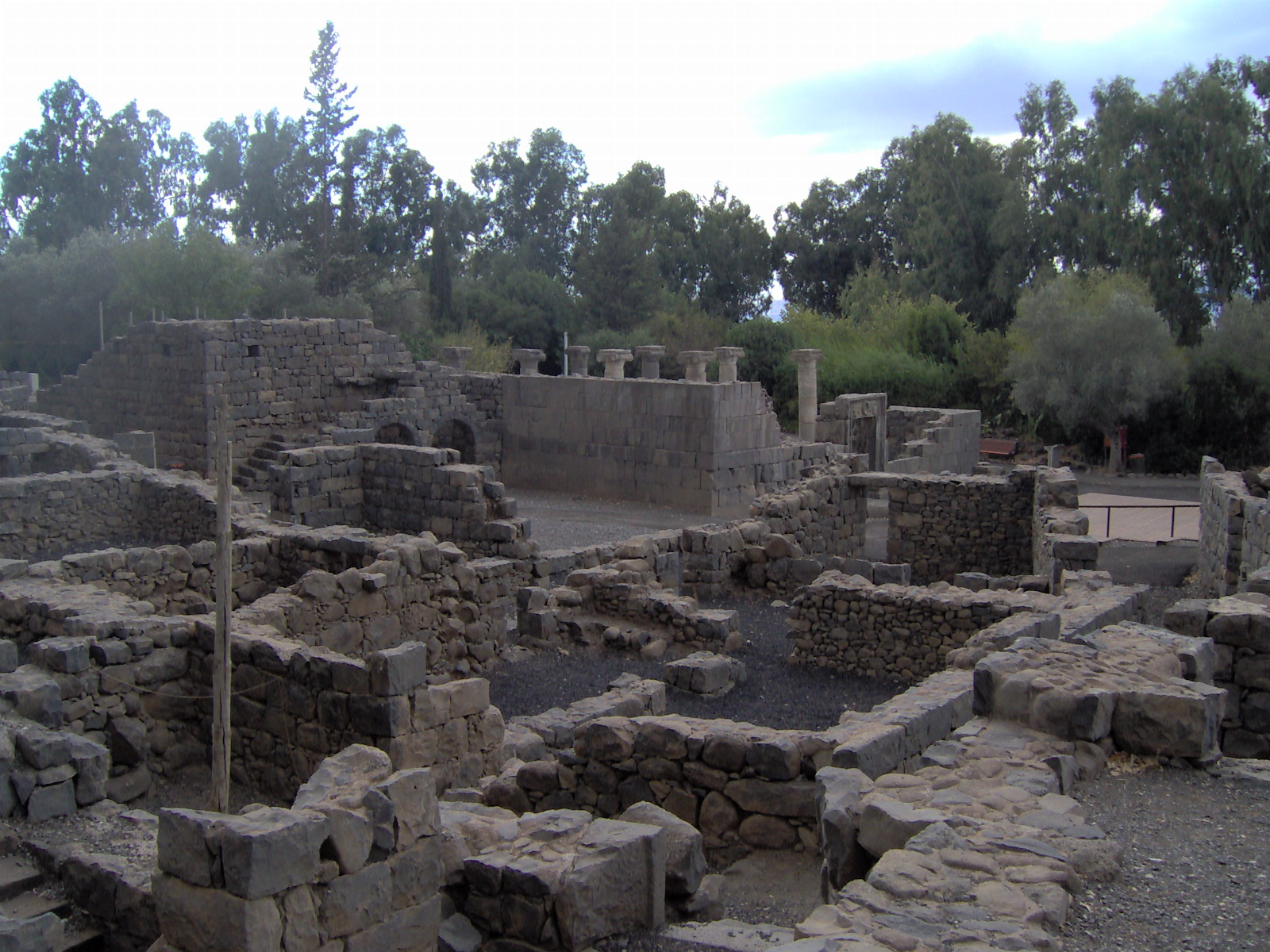
Древний Кацрин

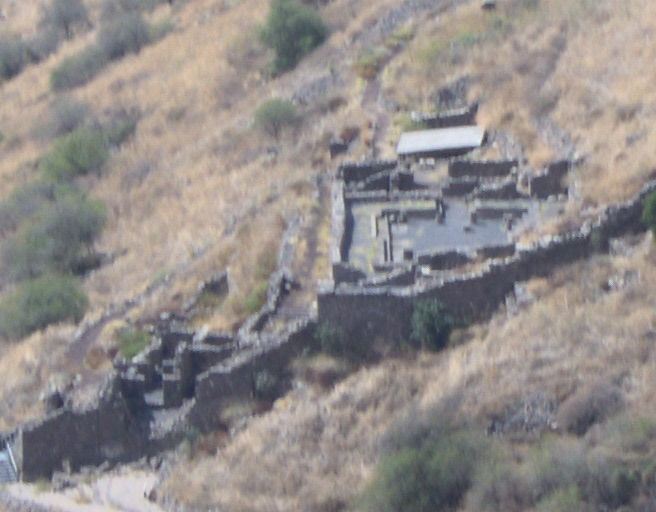
Древняя синагога и городская стена в Гамле

В ходе археологических раскопок (начатых в конце XIX века и получивших систематический характер после 1967 года), были обнаружены архитектурные памятники, свидетельствующие о существовании на Голанских высотах многочисленного еврейского населения в период существования Второго Храма, по крайней мере, со времён Ирода I и далее, вплоть до арабского завоевания в VII веке. Руины синагог, колонны с изображениями еврейских символов и с надписями на иврите, арамейском и греческом языках были найдены в районах деревень Хамат-Гадер, Хирбет-Канаф, Кафр-Хариб, города Кацрин и во многих других местах.
Название «Голан» впоследствии трансформировалось в греческое название «Гавланитида» (греч. Γαυλανῖτις, Gaulanítis) и римское «Голанитида», под которым эта область упоминалась в античных источниках. Это название было заимствовано римлянами. В I веке н. э. Иосиф Флавий упоминал Голан как крупное селение в провинции Римской империи Батанея.
После Битвы при Иссе (333 до н. э.) Александр Великий покорил всё восточное побережье Средиземного моря; после его смерти территория Голан отошла к Государству Селевкидов. При Алексанре Яннае (103—76 до н. э.) эти земли были отвоёваны у Селевкидов еврейским Хасмонейским Царством.
В I веке до н. э. Голанитида, вместе с другими землями этого района (Трахонитида, Батанея и Авранитида), была передана императором Августом под административный контроль Ирода Великого. После смерти Ирода Великого в 4 г. до н. э. его земли были разделены Августом между сыновьями Ирода, Голанитида и соседние земли отошли в тетрархию Филиппа I, сделавшего своей столицей Кесарию Филиппову (ныне Баниас). После смерти Филиппа в 34 г. н. э. римляне присоединили Голанитиду к провинции Сирия, но император Калигула вернул эту территорию внуку Ирода Агриппе в 37 году. После смерти Агриппы в 44 году римляне снова присоединили Голанитиду к Сирии, чтобы сразу же вернуть её снова, когда император Клавдий продал эту провинцию Агриппе II, сыну Агриппы I, в 51 году в рамках обмена землёй.
Гамла, столица еврейской Гавланитиды, сыграет важную роль в иудейско-римских войнах и станет домом для самой ранней известной городской синагоги из царства Ирода. Хотя номинально еврейские общины Голан находились под контролем Агриппы и не являлись частью провинции Иудея, они присоединились к своим единоверцам в Первой Иудейской войне, но пали перед римскими армиями на её ранних стадиях. Гамла попал в оккупацию в 67 г.; по словам Иосифа Флавия, его жители совершили массовое самоубийство, предпочтя его распятию и рабству. Агриппа II предоставил солдат для участия в войне римлян и попытался договориться о прекращении восстания. В обмен на его лояльность Рим позволил ему сохранить своё королевство, но окончательно поглотил Голаны после его смерти в 100 году.
В римский и византийский периоды область управлялась как часть Финикии Примы и Сирии Палестины и наконец Голаны/Гауланитис были включены вместе с Переей в Палестину Секунда. Древнее царство Башан было включено в состав провинции «Батанея».
Примерно в 250 году гассаниды, арабы-христиане из Йемена, основали королевство, которое охватывало южную Сирию и Трансиорданию, построив свою столицу в Джабии.
Согласно текущим исследованиям, политическое и экономическое восстановление Земли Израиля во время правления Диоклетиана и Константина, ближе к концу III и началу IV веков нашей эры, привело к возвращению еврейской деревенской жизни на Голаны. Керамика и монеты, найденные при раскопках на различных участках синагог, свидетельствуют о переселении еврейских поселений в центральные Голаны.

## Византийский период
Как и иродиане до них, гассаниды правили как клиенты Рима — на этот раз христианизированной Восточной Римской империи или Византии.
В этот период на Голанах были основаны несколько монастырей. В тот же период на Голанских высотах было построено несколько синагог. В настоящее время известно 25 мест, где были обнаружены древние синагоги или их остатки. Все они расположены в центре Голан. Они были построены из базальтовых камней, которых много на Голанских высотах, и испытали влияние синагог Галилеи, но имели свои отличительные черты, связанные, скорее всего, с многолетним производством и продажей оливкового масла.
Гассаниды смогли удержать Голаны до вторжения Сасанидов в 614 году, последовал краткий периода восстановления при императоре Ираклии.
Однако вскоре, в 636 году, войска византийцев были разбиты арабами под предводительством Умара ибн аль-Хаттаба в битве при Ярмуке, состоявшейся в южной части Голан, после чего весь регион перешёл под власть Арабского халифата, с этого времени прекратилось организованное еврейское поселение на Голанах.
Данные обследований и раскопок в совокупности показывают, что большая часть поселений на Голанах была заброшена в период с конца VI до начала VII века в результате военных вторжений, нарушений закона и порядка и экономических проблем, вызванных ослаблением византийской власти. Некоторые поселения просуществовали до конца эпохи Омейядов.

## Ранний мусульманский период
После битвы при Ярмуке Муавия I, член племени Мухаммеда, курайшитов, был назначен губернатором Сирии, включая Голаны. После убийства мятежниками халифа Али сподвижник Муавия ибн Абу Суфьян стал следующим халифом, положив начало династии Омейядов. В течение следующих нескольких столетий, оставаясь в руках мусульман, Голаны претерпели множество династических изменений, перейдя сначала к Аббасидам, затем к шиитам Фатимидов, затем к туркам-сельджукам.
Землетрясение разрушило еврейскую деревню Кацрин в 746 году нашей эры. После этого был короткий период значительного уменьшения оккупации в период правления Аббасидов (примерно 750—878 гг.). Еврейские общины сохранялись по крайней мере в средние века в городах Фик на юге Голан и Нава в Батанее.
Вместе с оседлым населением в регионе на протяжении многих веков проживали кочевые племена. Время от времени центральное правительство пыталось заселить кочевников, что привело к созданию постоянных общин. Когда власть правящего режима пришла в упадок, как это произошло в раннемусульманский период, усилились кочевые тенденции, и многие сельские сельскохозяйственные деревни были заброшены из-за притеснений со стороны бедуинов. Их не переселяли до второй половины XIX века.

## Период крестоносцев / Айюбидов
Во время крестовых походов Высоты представляли собой препятствие для армий крестоносцев, которые, тем не менее, удерживали стратегически важный город Баниас дважды, в 1128—1132 и 1140—1164. После побед султана Нур ад-Дина Занги регионом правила курдская династия Айюбидов под руководством султана Салахадина. Монголы пронеслись в 1259 году, но были отброшены военачальником мамлюков и будущим султаном Кутузом в битве при Айн-Джалуте в 1260 году.

## Османский период
В XVI веке турки-османы завоевали Сирию. Голаны были включены в состав южного округа их империи. Некоторые общины друзов были основаны на Голанах в XVII и XVIII веках. Деревни, покинутые в предыдущие периоды из-за набегов бедуинских племен, не заселялись до второй половины XIX века.
В 1868 году этот регион был описан как «почти полностью заброшенный». Согласно путеводителю того времени, только 11 из 127 древних городов и деревень на Голанах были заселены. В результате русско-турецкой войны 1877—1878 годов из Российской империи усилилась депортация черкесов и в Османскую империю произошёл огромный приток беженцев с Кавказа. Османы призвали их поселиться на юге Сирии, особенно на Голанских высотах, предоставив им землю с 12-летним освобождением от налогов. Земли, выделенные поселенцам на границе с кочевниками-бедуинами, были в большинстве случаев пустынными и малопригодными для земледелия. Власть судя по всему не оказала реальной помощи для устройства беженцев. Английский путешественник Лоренс Олифант писал, что в 1880 году на Голанских высотах появилось примерно семь черкесских деревень с населением около 3000 человек. Позднее турками было размещено ещё несколько сёл вблизи Эль-Кунейтры и других городов и основных дорог. Их население в случае необходимости должно было действовать совместно с регулярными частями турецкой армии.
В 1885 году Готлиб Шумахер, инженер-строитель и архитектор, провёл обследование всех Голанских высот от имени Немецкого общества исследования Святой Земли, опубликовав свои выводы на карте и в книге под названием «The Jaulân» .

## Ранние еврейские поселения
В 1884 году между деревнями на нижних Голанах всё ещё оставались открытые участки необработанной земли, но к середине 1890-х годов большинство из них находилось уже в собственности и возделывалось. Некоторые земли на Голанах и Авране были куплены еврейскими сионистскими ассоциациями, базирующимися в Румынии, Болгарии, США и Англии, в конце XIX и начале XX веков. В 1880 году Лоуренс Олифант опубликовал книгу «Эрец ха-Гилад» («Земля Галаад»), в которой описывался план крупномасштабного еврейского поселения на Голанах.
Зимой 1885 года члены Старого ишува в Цфате сформировали Общество Бейт-Иегуда и приобрели 15 000 дунамов земли в деревне Рамтхание в центральных Голанах.
Вскоре после этого общество перегруппировалось и приобрело 2000 дунамов земли у деревни Бир-э-Шагум на западных склонах Голанских высот. Деревня, которую они основали, Бней-Йехуда, просуществовала до 1920 года. Последние семьи оставались в деревне вплоть до беспорядков 1920 года. В 1944 году Еврейский национальный фонд выкупил земли Бней-Иегуда у их еврейских владельцев, но более поздняя попытка установить еврейское право собственности на недвижимость в Бир-э-Шагум через суд не увенчалась успехом.
Между 1891 и 1894 годами барон Эдмон Джеймс де Ротшильд приобрёл около 150 000 дунамов земли на Голанах и Авране для еврейского поселения. Юридические и политические разрешения были получены, и право собственности на землю было зарегистрировано в конце 1894 года. Евреи также построили дорогу от озера Хула до Музайриба.
Общество «Агудат Ахим», штаб-квартира которого находилась в Екатеринославе, Российская империя, приобрело 100 000 дунамов земли в нескольких местах в районах Фик и Дараа. В Джиллине был создан питомник растений и начались работы по строительству хозяйственных построек.
Деревня под названием Тиферет Биньямин была основана на землях, купленных у Сахам аль-Джавлан ассоциацией Шавей Цион, базирующейся в Нью-Йорке, но проект был заброшен через год, когда турки издали указ в 1896 году о выселении 17 семей нетурецких жителей. Более поздняя попытка заселить это место сирийскими евреями, которые были гражданами Османской империи, также не удалась.
Между 1904 и 1908 годами группа крымских евреев поселилась недалеко от арабской деревни Аль-Бутайха в долине Вифсаида, первоначально в качестве арендаторов курдского владельца с перспективой покупки земли, но договоренность была сорвана.
Еврейское поселение в регионе со временем сократилось из-за враждебности арабов, турецкой бюрократии, болезней и экономических трудностей. В 1921—1930 годах, во время французского мандата, Палестинская еврейская колонизационная ассоциация (PICA) получила документы на поместье Ротшильдов и продолжала управлять им, собирая ренту с проживающих там арабских крестьян.

## Первая мировая война (1914—1918)

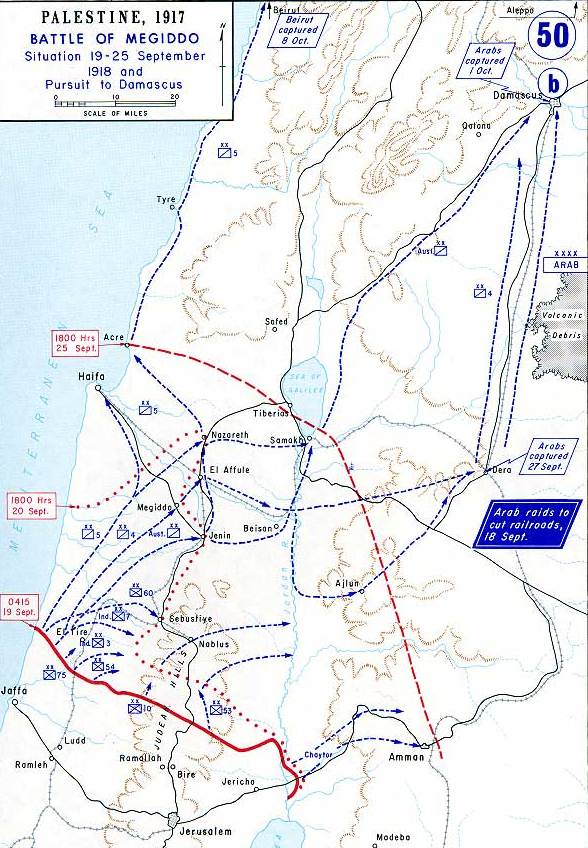
Последняя атака генерала Алленби, сентябрь 1918 года

В октябре 1914 года Османская империя вступила в Первую мировую войну против стран Антанты. В январе 1915 года британская империя при поддержке Франции начала Синайско-Палестинскую кампанию.
В ноябре 1917 года была обнародована декларация министра иностранных дел Великобритании (а ранее премьер-министра) лорда Артура Бальфура, в котором правительство Великобритании заявило, что «благосклонно относится к созданию в Палестине отечества для еврейского народа и использует все свои возможности, чтобы ускорить достижение этой цели…». Основным мотивом поддержки идеи создания еврейского национального государства в Палестине было заручиться симпатией мирового еврейства на исходе Первой мировой войны (особенно это касалось американских евреев).
Боевые действия на Палестинском фронте завершились лишь в октябре 1918 года подписанием Мудросского перемирия. Вскоре после поражения в Первой мировой войне Османская империя распалась.

## Мандатный период (1920—1941)
В апреле 1920 года, после Первой мировой войны, в городе Сан-Ремо (Италия) состоялось заседание Верховного совета держав Антанты и присоединившихся к ним государств, где произошло распределение мандатов класса «А» Лиги Наций по управлению территориями бывшей Османской империи на Ближнем Востоке. В соответствии с Декларацией Бальфура 1917 года, Лига Наций включила Голанские высоты в состав Британского мандата на Палестину. Подмандатная территория, где, как указывалось в тексте шестого параграфа мандата, «поощрялось заселение евреями земель», была выкроена по географическим границам Эрец-Исраэль.
Тогда же, в 1920 году, было основано «Сирийское арабское королевство» с центром в Дамаске. Королём был объявлен Фейсал из династии Хашимитов, позже ставший королём Ирака. Но независимость Сирии длилась недолго. Уже через несколько месяцев французская армия оккупировала Сирию, разгромив 23 июля сирийские войска в битве у перевала Мейсалун.
В 1922 году Лига Наций приняла решение разделить бывший сирийский доминион Турции между Великобританией и Францией. Великобритания получила Палестину, включающую современную Иорданию, а Франция — современную территорию Сирии и Ливана (так называемый «мандат Лиги Наций»). Лига Наций, на основании решений конференции в Сан-Ремо, вручила Великобритании мандат на Палестину, объясняя это необходимостью «установления в стране политических, административных и экономических условий для безопасного образования еврейского национального дома». Точные границы подмандатных территорий Британии и Франции не были установлены на конференции.
В ходе территориального разграничения в 1920 году большая часть Голанских высот вошла во французскую сферу интересов, и в 1923 году по подписанному Британией и Францией соглашению Поле — Ньюкомба территория Голанских высот отошла Французскому мандату на Сирию и Ливан. В начале 1924 года, в соответствии с соглашениями, Франция передала под британское мандатное управление пограничный участок территории, на котором расположены истоки Лиддани (Дана) и руины Тель-Дан.
С этого времени попытки евреев основать здесь поселения встречали неизменное противодействие французских властей подмандатной Сирии. Французский мандат существовал до 1943 года.
В 1936 году между Сирией и Францией был подписан договор, предусматривающий независимость Сирии, но в 1939 году Франция отказалась его ратифицировать.
В 1940 году Франция сама была оккупирована немецкими войсками, и Сирия перешла под контроль режима Виши (губернатор — генерал Анри Фернан Денц). Нацистская Германия, спровоцировав мятеж премьер-министра Гайлани в британском Ираке, направила в Сирию подразделения своих ВВС. В июне—июле 1941 года при поддержке британских войск подразделения «Свободной Франции» (позднее переименованной в «Сражающуюся Францию») во главе с генералами Шарлем де Голлем и Катру в ходе кровопролитного конфликта с войсками Денца вошли в Сирию. Генерал де Голль в своих воспоминаниях прямо указывал, что события в Ираке, Сирии и Ливане были напрямую связаны с германскими планами по вторжению в СССР (а также Грецию, в том числе на остров Крит, и в Югославию), так как имели задачу отвлечь вооружённые силы союзников на второстепенные театры военных действий.
27 сентября 1941 года Франция предоставила независимость Сирии, оставив свои войска на её территории до окончания Второй мировой войны.

## В составе Сирии (1944—1967)
В январе 1944 года Сирия провозгласила независимость, а территория Голан была включена в государственные границы Сирии. Независимость Сирии была признана 17 апреля 1946 года.
14 мая 1948 года, за один день до окончания британского мандата на Палестину, Давид Бен-Гурион провозгласил создание независимого еврейского государства на территории, выделенной согласно плану ООН. Уже на следующий день Лига арабских государств объявила Израилю войну, и сразу семь арабских государств (Сирия, Египет, Ливан, Ирак, Саудовская Аравия, Йемен и Трансиордания) напали на новую страну, начав тем самым первую арабо-израильскую войну, называемую в Израиле «Войной за независимость».
20 июля 1949 года по результатам войны между Израилем и Сирией было заключено Соглашение о перемирии.
По окончании войны сирийцы покрыли Голаны сетью артиллерийских позиций и укреплений для обстрела еврейских поселений Верхней Галилеи и района озера Кинерет, подчинив всю экономику области военным нуждам. В результате систематических обстрелов территории Израиля с этих позиций, с 1948 по 1967 годы погибло 140 израильтян, многие были ранены. Согласно сирийским данным, в 1966 году на Голанских высотах проживали около 147,5 тысячи человек («Электронная еврейская энциклопедия» приводит более низкую оценку — 116 тысяч, из которых примерно 80 % составляли арабы. На территории мухафазы Кунейтра располагались 312 населённых пунктов и отдельных единиц жилья, в том числе два города — Эль-Кунейтра в её центральной части и Фик на юге.

## После Шестидневной войны (1967)
9—10 июня 1967 года, в ходе Шестидневной войны, израильские войска начали наступление и после 27 часов тяжёлых боёв заняли Голанские высоты. Таким образом, Голанские высоты, попав под контроль Сирии в 1944 году после прекращения действия французского мандата, находились под сирийским контролем 23 года.

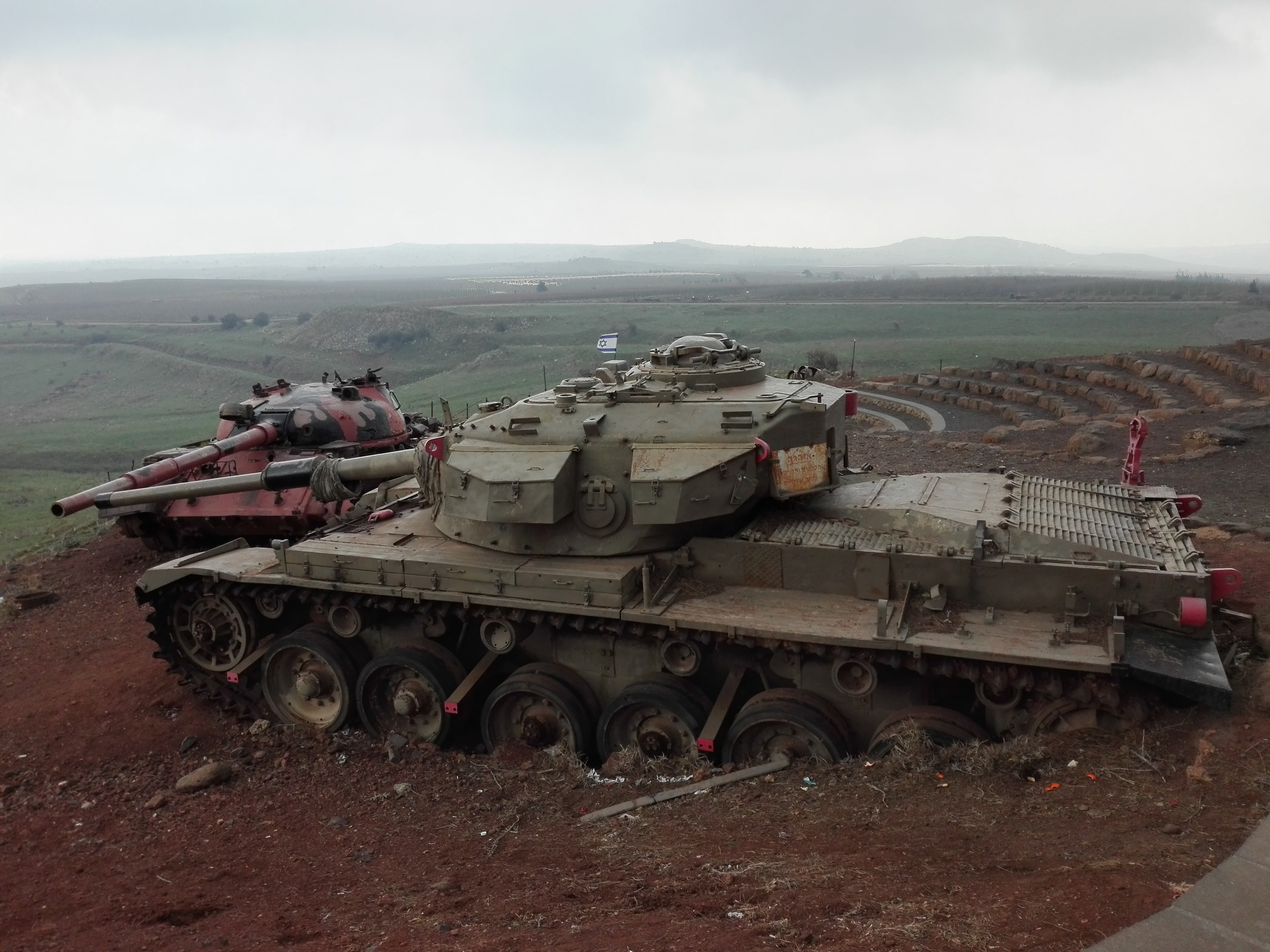
Танки на Голанских высотах. Мемориал израильским бойцам, павшим в танковом сражении в «Долине слез» в войне Судного дня

Во время Войны Судного дня в октябре 1973 года высоты были ареной жесточайших боев. В первые дни войны, начавшейся с внезапной атаки египетских и сирийских войск на Израиль, Сирия попыталась вернуть контроль над высотами, но безрезультатно.
После оккупации Израилем Голанских высот большая часть населения покинула их, в том числе был покинут административный центр мухафазы — город Эль-Кунейтра. Около семи тысяч жителей, оставшихся на Голанских высотах, проживали в шести деревнях на севере. Эль-Кунейтра была возвращена Сирии по «Соглашению о разделении сил между Израилем и Сирией» от 31 мая 1974 года, где в параграфе Б(1) записано требование:

Вся территория к востоку от линии А будет подчиняться сирийской администрации, и сирийские граждане вернутся на эту территорию.
— Separation of Forces Agreement Between Israel and Syria; May 31, 1974
В то же время, по данным американского историка Даниэля Пайпса, сирийские власти ради достижения пропагандистского эффекта не разрешили населению вернуться в город к своей обычной жизни и с тех пор демонстрируют руины города как якобы результат израильского «беспрецедентного терроризма и жестокости». Американская организация «CAMERA» утверждает, что разрушение города — результат боевых действий со стороны Сирии, которая в попытках обстрелять израильские позиции на Голанах в 1970—1973 годах часами подвергала Кунейтру мощным артиллерийским обстрелам.

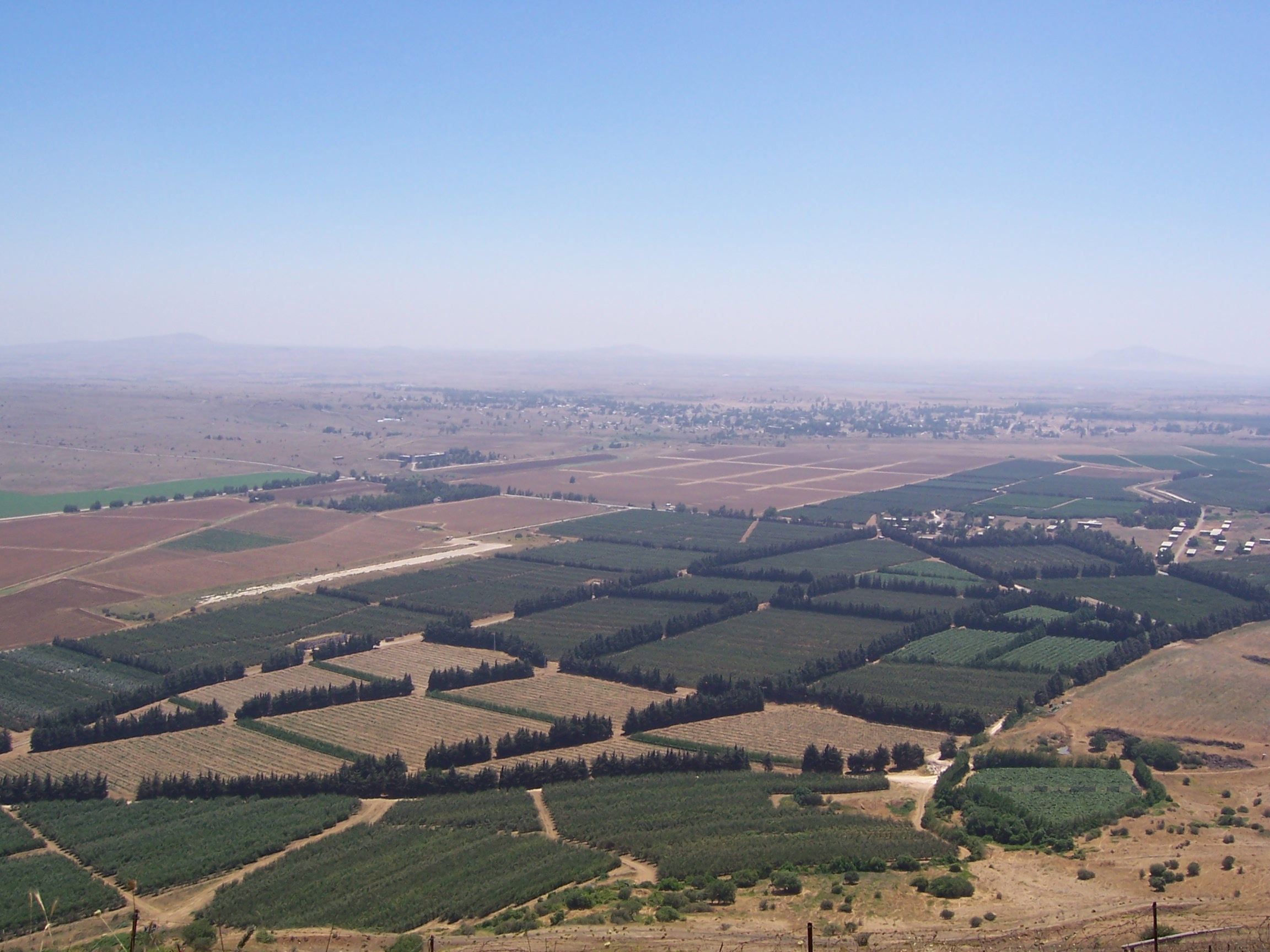
Вид на Кунейтру с Голанских высот

Здания в Кунейтре также были разграблены. Израильские представители утверждают, что Кунейтра была разграблена отходящими сирийцами. Специальный представитель генерального секретаря Организации Объединённых Наций Нильс-Горан Гюссинг расценивает такую версию как маловероятную, учитывая чрезвычайно короткий промежуток времени между ошибочным объявлением по радио о падении и действительным падением города несколько часов спустя. Он пришёл к выводу, что «ответственность за осуществление этого обширного разграбления города Эль-Кунейтра лежала в значительной степени на израильских силах».
Комитет США по делам беженцев и иммигрантов сообщил, что «перед отходом израильтяне выровняли город с помощью бульдозеров и динамита».
С 1974 года Кунейтра находится в нейтральной демилитаризованной полосе между израильской и сирийской границей, контролируемой силами ООН. Город остаётся практически необитаемым до настоящего времени. Столицей контролируемой Израилем части Голан является город Кацрин.
В ноябре 1981 года Израиль официально аннексировал Голанские высоты, распространив на них свою юрисдикцию. Аннексировав Голанские высоты, Израиль предоставил возможность получения израильского гражданства сирийским гражданам, проживающим на Голанских высотах, однако лишь меньшинство из них воспользовалось такой возможностью (на 2016 год около 1700 из около 20 тысяч друзов Голанских высот имели израильское гражданство).
С 1967 года Израиль построил на Голанах 33 поселения. Общая численность их населения на 2015 год составляла около 22 тысяч человек. Население друзских деревень на Голанах составляло около 23 тысяч человек. В целом большая часть территории Голан мало заселена. На декабрь 2024 года на Голанах проживали примерно 31 тысяча израильтян и 24 тысячи сирийских друзов.
| Год  | Еврейское население | Нееврейское население |
| ---- | ------------------- | --------------------- |
| 1991 | 11,600              | 15,700                |
| 1992 | 12,000              | 16,100                |
| 1993 | 12,600              | 16,400                |
| 1994 | 13,400              | 16,800                |
| 1995 | 14,200              | 17,300                |
| 1996 | 14,900              | 17,700                |
| 1997 | 14,300              | 18,200                |
| 1998 | 14,400              | 18,600                |
| 1999 | 14,800              | 19,200                |
| 2000 | 15,100              | 19,700                |
| 2001 | 15,100              | 20,300                |
| 2002 | 15,500              | 20,800                |
| 2003 | 15,800              | 21,200                |
| 2004 | 16,100              | 21,800                |
| 2005 | 16,500              | 22,300                |
| 2006 | 16,900              | 22,900                |
| 2007 | 17,300              | 23,300                |
| 2008 | 17,600              | 23,800                |
| 2009 | 17,600              | 23,600                |

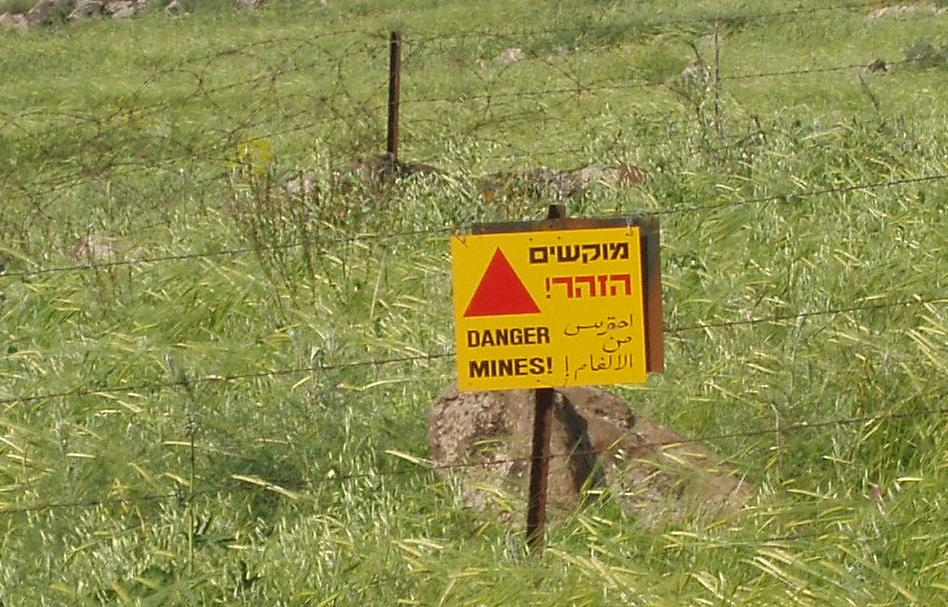
Предупредительный знак на минных полях

На Голанских высотах сохранилось большое количество старых сирийских минных полей. Бо́льшая часть из них ограждена и размечена предупредительными знаками, но они не нейтрализованы. В результате на значительной территории сохранилась естественная природа и есть места, где с 1967 года фактически не ступала нога человека.
После оккупации Голанских высот Армия обороны Израиля оборудовала здесь укреплённые посты, оснащённые радиоэлектронным оборудованием для ведения разведки. Наиболее крупные станции радиоэлектронной разведки находятся на горе Хермон (в 60 км от Дамаска), а также на высотах Хермонит, Тель-Фарес, Авиталь и Бустер.

## Период гражданской войны в Сирии
С начала 2011 года подразделения Армии обороны Израиля начали установку новых минных полей на Голанских высотах. Решение о новом минировании границы было принято после того, как палестинцы, явившиеся со стороны Сирии, сумели прорвать пограничный забор и проникнуть на территорию Израиля, при этом старые мины не сработали. Кроме того, к 2012 году Израиль построил здесь разделительную стену. ЦАХАЛ укрепил стену, идущую вдоль линии прекращения огня, а также установил дополнительные средства наблюдения за границей в целях предотвращения возможных попыток проникновения сирийских беженцев или боевиков, сообщила газета Guardian.
В марте 2019 года США признали Голанские высоты территорией Израиля. После падения режима Асада 8 декабря 2024 года Израиль ввёл войска в демилитаризованную зону.

### На русском
- Мохов, Н.В.; Мохова, И.М. Современный ливанcкий конфликт: генезиc, факторы, перспективы урегулирования // Этничность и религия в современных конфликтах  / под ред. Тишков В.А., Шнирельман В.А. — Наука, 2012. — С. 203—259. — ISBN 978-5-02-038025-7.
- Орловский, Н.С.; Зонн, И.С. Водные ресурсы Израиля: опыт освоения // Проблемы постсоветского пространства. — 2018. — Т. 5, № 1. — С. 8—35.
- Сакер Г. М. История Израиля. От зарождения сионизма до наших дней. — М.: Книжники, 2011. — Т. II. 1952—1978. — 622 с. — ISBN 978-5-9953-0146-2.
- Хитти, Ф.Х. История Сирии. Древнейшее государство в сердце Ближнего Востока. — М.: ЗАО Центрполиграф, 2022. — 606 с. — ISBN 978-5-9524-5661-7.

### На английском
- Golan // The New Encyclopedia of Archaeological Excavations in the Holy Land / ed. by Ephraim Stern[англ.]. — Carta, 1993. — Т. 2. — С. 525—546. — ISBN 978-0132762885.
- Inbar, Efraim. Israeli Control of the Golan Heights: High Strategic and Moral Ground for Israel (англ.) // Begin–Sadat Center for Strategic Studies[англ.]. — 2011. Архивировано 9 июня 2024 года.
- Yigal Kipnis. The Golan Heights Political History, Settlement and Geography since 1949 (англ.). — Routledge, 2013. — 288 p. — (Routledge Studies in Middle Eastern Politics). — ISBN 978-0-415-81235-1.
- Syon, Danny. Gamla: Portrait of a Rebellion (англ.) // Biblical Archaeology Review[англ.]. — 1992. — Vol. 18, no. 1. — P. 23—37.